# Franz Friedrich Schulte
Franz Friedrich Schulte (* 30. Dezember 1837 in Günne in Westfalen; † 1911) war ein deutscher Reichsgerichtsrat.

## Leben
Schulte begann sein Jurastudium am 27. Oktober 1857 an der Universität Bonn und setzte es ab dem Wintersemester 1858/59 an der Universität Berlin fort. In Bonn wurde er Mitglied des Corps Rhenania. Er wurde 1860 auf den preußischen Landesherrn vereidigt und Auskultator am Berliner Kammergericht. 1862 wurde er Referendar am Appellationsgericht in Arnsberg, und 1866 dort Assessor. 1871 wurde er Kreisrichter in Hagen, mit der Funktion bei der Gerichtsdeputation in Schwelm. 1874 erfolgte seine Ernennung zum Dirigenten der Gerichtsdeputation dort und 1875 seine Beförderung zum Kreisgerichtsrat in Schwelm. 1879 wurde er als I. Staatsanwalt nach Lyck, damals Ostpreußen, heute Polen, versetzt. 1882 wurde Schulte Oberlandesgerichtsrat und 1892 als Reichsgerichtsrat an das Reichsgericht in Leipzig berufen. Er war vom 16. Mai 1892 bis Jahresende im IV. und von da ab im III. Strafsenat tätig. Er trat 1901 in den Ruhestand und verstarb 1911.